# Onthophagus aphodioides
Onthophagus aphodioides är en skalbaggsart som beskrevs av Lansberge 1883. Onthophagus aphodioides ingår i släktet Onthophagus och familjen bladhorningar. Inga underarter finns listade i Catalogue of Life.